# The Strange Boarder
The Strange Boarder er en amerikansk stumfilm fra 1920 af Clarence G. Badger.

## Medvirkende
- Will Rogers som Sam Gardner
- Irene Rich som Jane Ingraham
- Jimmy Rogers som Billy Gardner
- James Mason som Kittie Hinch
- Doris Pawn som Florry Hinch
- Lionel Belmore som Jake Bloom
- Jack Richardson som Westmark
- Sydney Deane som Dawson
- Louis Durham som Sergeant Worrill